# 都兴阿
都興阿（转写：Dehingga；1818年—1875年），又做德興阿，字直夫，达斡尔族，郭貝爾氏，滿洲正白旗人。

## 生平

### 家世背景
清朝内大臣阿那保之孫。父博多歡是正黄旗蒙古都統。都興阿是嘉慶二十三年（1818年）出生，道光九年（1829年）蔭生襲赏三等侍衛，十七年（1837年）擢二等侍衛。

### 征討太平軍
咸豐二年（1853年）隨僧格林沁赴天津阻擊太平軍，敗於杜家嘴。後隨湖廣總督官文進駐武漢。咸豐九年，官文派兵進攻安徽。湘軍李續賓部進攻廬州，江寧將軍都興阿圍攻安慶。三河之戰時，李續賓戰死，都興阿棄圍安慶敗逃，退至宿松、太湖。

### 參劾勝保
同治元年，居西安副都統一職。光祿寺卿潘祖蔭、順天府府丞卞寶第、御史丁紹周、華祝三先後彈劾勝保「冒餉纳賄」、「擁兵縱寇」等罪名。隨後都興阿和山西巡撫英桂一同上疏參奏勝保，慈禧太后接得奏章，下令科爾沁親王僧格林沁為欽差大臣，將各參劾事項查明入奏。其後查明各項屬實，勝保家產遭抄沒，勝保也被賜死。

### 外放陝甘
同治三年（1864年），發生陝甘回變，受詔調西安將軍督辦甘肅軍務，署陝甘總督，其任內四處征剿，然其績效不彰。後江寧收復。朝廷依功賜騎都尉世職。四年後調荊州將軍，行為放蕩不羈，遭兩江總督曾國藩參劾，調回京師駐防，言行稍見收斂，此時深受慈禧太后信任，後遭冷落。

### 護戍京師
於西捻張宗禹等人犯京時出任欽差大臣，接替恭親王統帶神機營，下轄吉林、黑龍江馬隊。同時與另外二位欽差大臣李鴻章、左宗棠產生爭執，李、左二人欲用截堵包圍之計，都興阿、副都統春壽則力主追剿進擊。對此，李、左二人態度甚是冷淡，都興阿幾次下諭皆不為所動，都興阿乃氣憤至極，多次向朝廷拜摺治李、左二人之罪，然其摺全被軍機處壓住未遞。都興阿決心單獨進擊，追剿捻軍，中伏大敗，朝廷遣張曜、宋慶救援，乃突圍得出。因多損軍士，乃改計駐紮於各處要道，防捻軍回竄。捻軍遭李、左兩人剿滅後因聖旨未予記功而大病，慈禧太后乃開缺其本兼各職，勒令其在府休養。後重新起用，官至盛京將軍等職，忠正清明。

### 逝世
光绪元年，卒於官，賜恤，赠太子太保，諡清愍。著有《都興阿奏稿》。

## 延伸阅读
[在维基数据编辑]
 《清史稿·卷417》，出自趙爾巽《清史稿》